# Sindaci di Castelleone di Suasa
Questo elenco riporta i responsabili dell'amministrazione civica di Castelleone di Suasa (AN), suddivisi in sindaci, commissari prefettizi e podestà, dal 1866 ad oggi. Per il periodo preunitario si riportano i pochi gonfalonieri di cui si è trovata testimonianza storica che hanno retto il comune dall'annessione del Ducato di Urbino (1631) all'Unità d'Italia (1861).

## Stato Pontificio(1631-1861)
| Periodo | Periodo | Primo cittadino     | Partito | Carica       | Note  |
| ------- | ------- | ------------------- | ------- | ------------ | ----- |
| 1817    | 1817    | Luigi Tesei         |         | Gonfaloniere | [ 1 ] |
| 1819    | 1820    | Domenico Morici     |         | Gonfaloniere | [ 2 ] |
| 1825    | 1825    | Domenico Luconi     |         | Gonfaloniere | [ 2 ] |
| 1825    | 1825    | V. Ciccarelli       |         | Gonfaloniere | [ 3 ] |
| 1825    | 1825    | Vincenzo Gambaccini |         | Gonfaloniere | [ 3 ] |
| 1830    | 1831    | Antonio Paris       |         | Podestà      |       |
| 1849    | 1849    | Francesco Valenti   |         | Priore       | [ 4 ] |

## Regno d'Italia(1861-1946)
| Periodo          | Periodo       | Primo cittadino      | Partito | Carica                       | Note  |
| ---------------- | ------------- | -------------------- | ------- | ---------------------------- | ----- |
| 1866             | 1868          | Luigi Amatori        |         | Sindaco                      |       |
| 1868             | 1873          | Giuseppe Aguzzi      |         | Sindaco                      |       |
| 1873             | 1874          | Giovanni Rossi       |         | Sindaco                      |       |
| 1874             | 1878          | Vincenzo Paggi       |         | Sindaco                      |       |
| 1878             | 1879          | Secondo Fedeli       |         | regio delegato straordinario |       |
| 1879             | 1893          | Pio Tesei            |         | Sindaco                      |       |
| 1893             | 1895          | Pacifico Aguzzi      |         | Sindaco                      |       |
| 1895             | 1896          | Clemente Belfanti    |         | Sindaco                      |       |
| 1896             | 1896          | Federico Chatelain   |         | Comm. pref.                  |       |
| 1896             | 1899          | Luigi Buccelletti    |         | Sindaco                      |       |
| 1899             | 1899          | Lodovico Gotti       |         | Sindaco                      | [ 5 ] |
| 1899             | 1903          | Girolamo Sartarelli  |         | Sindaco                      |       |
| 1903             | 1913          | Pio Toderi           |         | Sindaco                      |       |
| 1913             | 1914          | Francesco Gioacchini |         | Comm. pref.                  |       |
| 1914             | 1920          | Luigi Politi         |         | Sindaco                      |       |
| 1920             | 1922          | Giuseppe Gabrielli   |         | Sindaco                      |       |
| 1922             | 1923          | Pio Toderi           |         | Comm. pref.                  |       |
| 1923             | 1926          | Pio Toderi           |         | Sindaco                      |       |
| 1926             | 1927          | Luigi Manfrini       |         | Podestà                      |       |
| 1927             | 1928          | Ettore Saccocci      |         | Podestà                      |       |
| 1928             | 1928          | Luigi Gioppi         |         | Comm. pref.                  |       |
| 1928             | 1929          | Domenico Ciceroni    |         | Podestà                      |       |
| 1929             | 1930          | Amedeo Busi          |         | Podestà                      |       |
| 1930             | 1931          | Giacomo Amati        |         | Comm. pref.                  |       |
| 1931             | 1937          | Italo Catalani       |         | Podestà                      |       |
| 1937             | 1937          | Giuseppe Mei         |         | Comm. pref.                  |       |
| 1937             | 1940          | Giuseppe Mei         |         | Podestà                      |       |
| 1940             | 1940          | Cesare Aguzzi        |         | Comm. pref.                  |       |
| 1940             | 1941          | Giuseppe Mei         |         | Podestà                      |       |
| 1941             | 1941          | Cesare Aguzzi        |         | Podestà                      |       |
| 1941             | 1943          | Cesare Aguzzi        |         | Comm. pref.                  |       |
| 1943             | 1944          | Cesare Aguzzi        |         | Podestà                      |       |
| 2 settembre 1944 | 30 marzo 1946 | Eustorgio Paupini    |         | Sindaco                      |       |

## Repubblica Italiana(1946-oggi)
| Periodo          | Periodo          | Primo cittadino     | Partito                                    | Carica  | Note   |
| ---------------- | ---------------- | ------------------- | ------------------------------------------ | ------- | ------ |
| 31 marzo 1946    | 13 novembre 1948 | Giovanni Fermi      | Partito Socialista Italiano                | Sindaco |        |
| 14 novembre 1948 | 14 marzo 1953    | Girolamo Rossini    | Democrazia Cristiana                       | Sindaco |        |
| 15 marzo 1953    | 4 maggio 1957    | Girolamo Rossini    | Democrazia Cristiana                       | Sindaco |        |
| 5 maggio 1957    | 13 maggio 1961   | Valter Bellucci     | Democrazia Cristiana                       | Sindaco |        |
| 14 maggio 1961   | 12 giugno 1965   | Valter Bellucci     | Democrazia Cristiana                       | Sindaco |        |
| 13 giugno 1965   | 6 giugno 1970    | Valter Bellucci     | Democrazia Cristiana                       | Sindaco |        |
| 7 giugno 1970    | 14 giugno 1975   | Valter Bellucci     | Democrazia Cristiana                       | Sindaco |        |
| 15 giugno 1975   | 7 giugno 1980    | Alvaro Casagrande   | Democrazia Cristiana                       | Sindaco |        |
| 8 giugno 1980    | 11 maggio 1985   | Alvaro Casagrande   | Democrazia Cristiana                       | Sindaco |        |
| 12 maggio 1985   | 1989             | Alvaro Casagrande   | Democrazia Cristiana                       | Sindaco |        |
| 6 maggio 1990    | 22 aprile 1995   | Furio Franceschetti | Democrazia Cristiana                       | Sindaco | [ 6 ]  |
| 23 aprile 1995   | 12 giugno 1999   | Furio Franceschetti | Partito Popolare Italiano                  | Sindaco | [ 7 ]  |
| 13 giugno 1999   | 12 giugno 2004   | Furio Franceschetti | Centro-Sinistra                            | Sindaco | [ 8 ]  |
| 13 giugno 2004   | 6 giugno 2009    | Giovanni Biagetti   | Centro-Sinistra                            | Sindaco | [ 9 ]  |
| 7 giugno 2009    | 26 maggio 2014   | Giovanni Biagetti   | Per Castelleone - Uniti nel Centrosinistra | Sindaco | [ 10 ] |
| 26 maggio 2014   | 27 maggio 2019   | Carlo Manfredi      | Per Castelleone - Lista civica             | Sindaco | [ 11 ] |
| 27 maggio 2019   | 9 giugno 2024    | Carlo Manfredi      | Per Castelleone - Lista civica             | Sindaco | [ 12 ] |
| 9 giugno 2024    | in carica        | Carlo Manfredi      | Per Castelleone - Lista civica             | Sindaco | [ 13 ] |